# Luis Morera

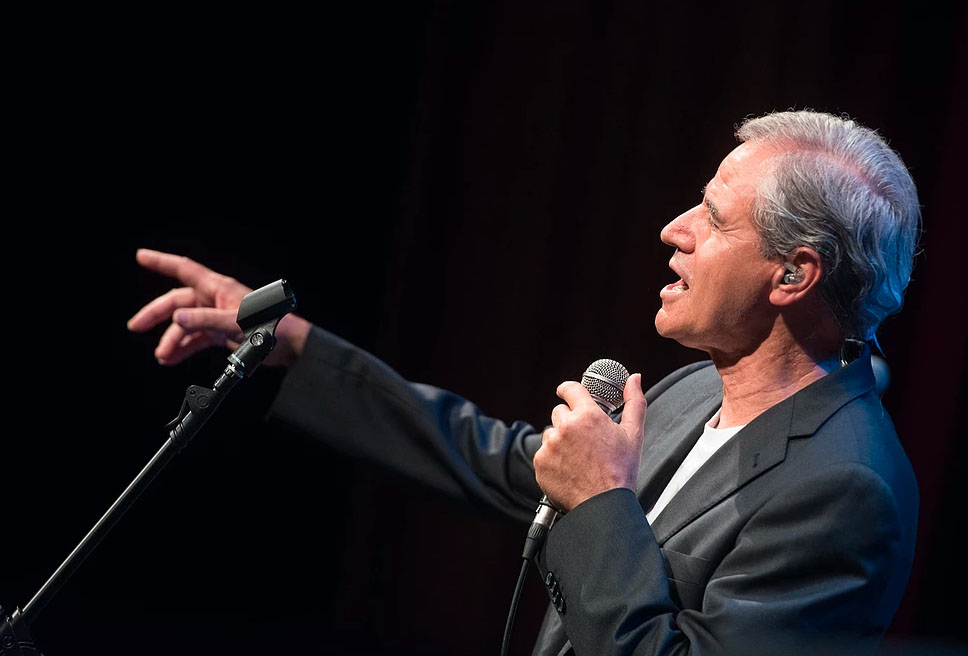
Luis Morera (2017, Teatro Leal)

Luis Morera (* 10. Oktober 1946 in Santa Cruz de La Palma) ist ein auf La Palma wirkender Bildhauer, Maler und Musiker.

## Wirken
Luis Morera machte sich zunächst als Sänger, Komponist und Texter einen Namen. Mit den Gitarristen Miguel Peréz und Manolo Peréz gründete er 1974 die Folkloregruppe Taburiente, mit der er über die Grenzen der Kanaren hinaus bekannt wurde.
Als Schüler von César Manrique widmete sich Morera ebenfalls der bildenden Kunst. Von 1992 bis 2007 gestaltete er in Los Llanos de Aridane auf einer 300 m² großen Fläche die Weihnachtskrippe, die die bäuerlichen Landschaften und ihre Bewohner La Palmas darstellten. Von 1993 bis 1996 baute er die Plaza de La Glorieta im Ortsteil Las Manchas. Mit der Gestaltung der Plaza entwickelte Morera seinen eigenen Kunststil, indem er die in Mosaiken aus gebrochener Kachelkeramik dargestellten Figuren und Bildnisse an die  Landschaft La Palmas anpasste. Seine Kunst-Natur-Philosophie leitete er aus den Fähigkeiten der Tiere, sich an die Natur anzupassen, ab.
Für den Plaza Alameda in Santa Cruz de La Palma erschuf Morera zur Bajada im Jahr 2000 eine Bronzestatue in Form eines Zwerges (genannt: Enano).
Als Maler erstellte er das große Wandgemälde „Cascada de Los Tiles“ im Innenhof des Hotels Taburiente Playa in Los Cancajos, La Palma und den Bilderzyklus Dia de los Indianos mit Darstellungen des Karnevals in Santa Cruz.
In La Fajana, Barlovento erstellte er im Jahr 2004 zusammen mit Natan Teutsch an einer Hauswand ein Bild, das eine Gruppe von Delfinen zeigte, derart plastisch, als würden sie dort im Wasser schwimmen (siehe unten). Bereits 2006 zeigte das Bild Beschädigungen und existiert nicht mehr.
Mit Natan Teutsch gründete Morera das Unternehmen Avivarte und baute den oberen Teil des ehemaligen Parque Botánico (jetzt: Parque Antonio Gómez Felipe) in Los Llanos de Aridane um, der jetzt den Namen El Jardín de las Delicias trägt. Die Gestaltungselemente des Parks sind Lavagestein und wieder Mosaiken aus gebrochener Kachelkeramik, aus denen die Künstler eine Miniaturgebirgslandschaft und Abbildungen von Tieren und Pflanzen erstellten.
In Puerto Tazacorte gestalteten sie das Restaurant Playa Mont sowie im Ort Tazacorte die ehemalige Plaza del Morro (gegenüber dem Rathaus, jetzt Plaza Enrique Noguerales) und die Rathausfassade neu. Letztere existiert in der vom Künstler gestalteten Form allerdings nicht mehr.
Vor dem Rathaus schufen sie 2007 einen Brunnen mit einer Bronzefigur mit dem Namen „San Miguel de La Palma“.
Das 2014 wiedereröffnete Gebäude Las Piedras de Taburiente gegenüber dem Besucherzentrum von El Paso hat Luis Morera mit Wandbildern gestaltet. Es soll als Kulturzentrum dienen, das den Besuchern die Bräuche sowie Kunst und Kunsthandwerk der Kanareninsel La Palma nahebringt.

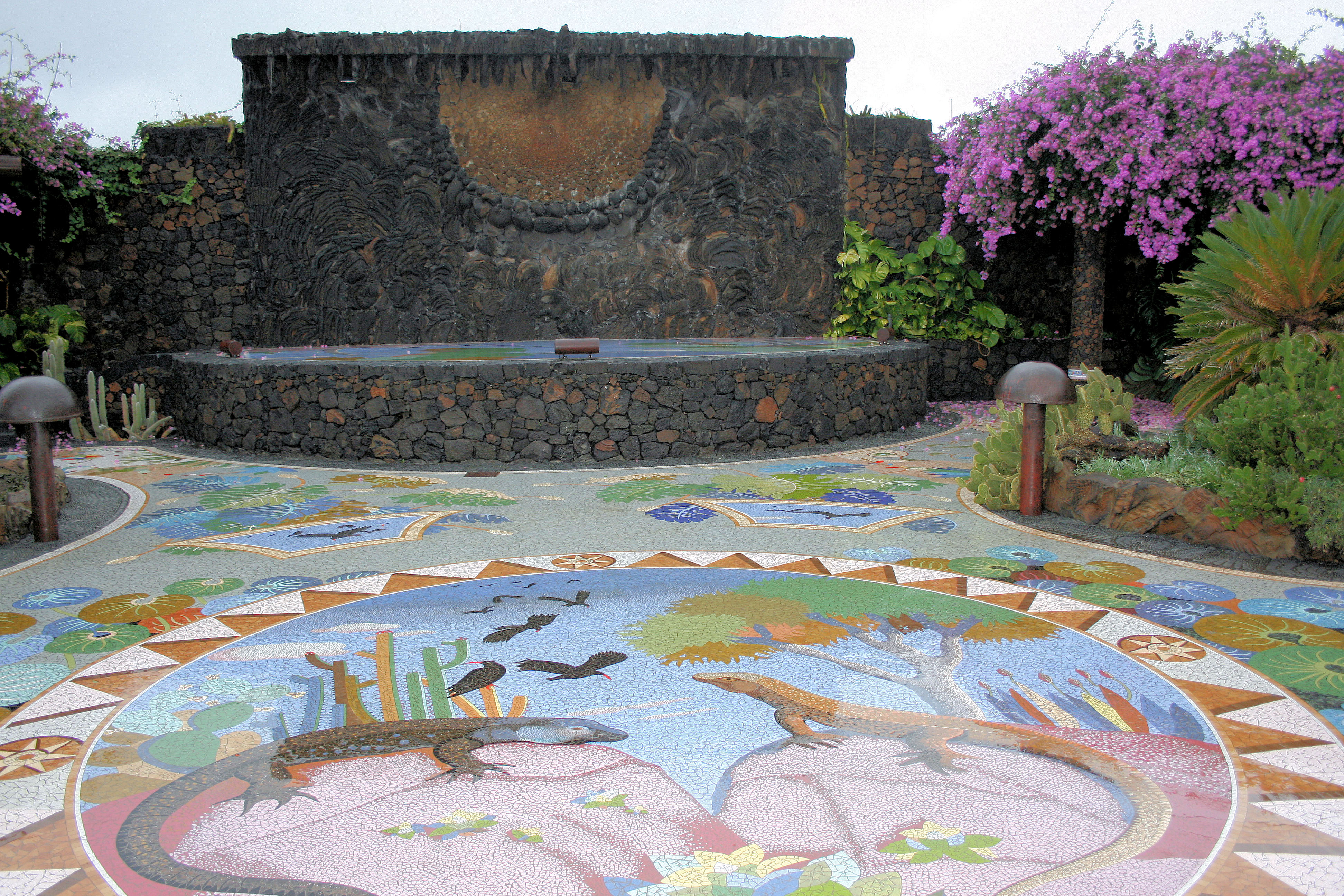
Plaza de La Glorieta, Zentralmosaik
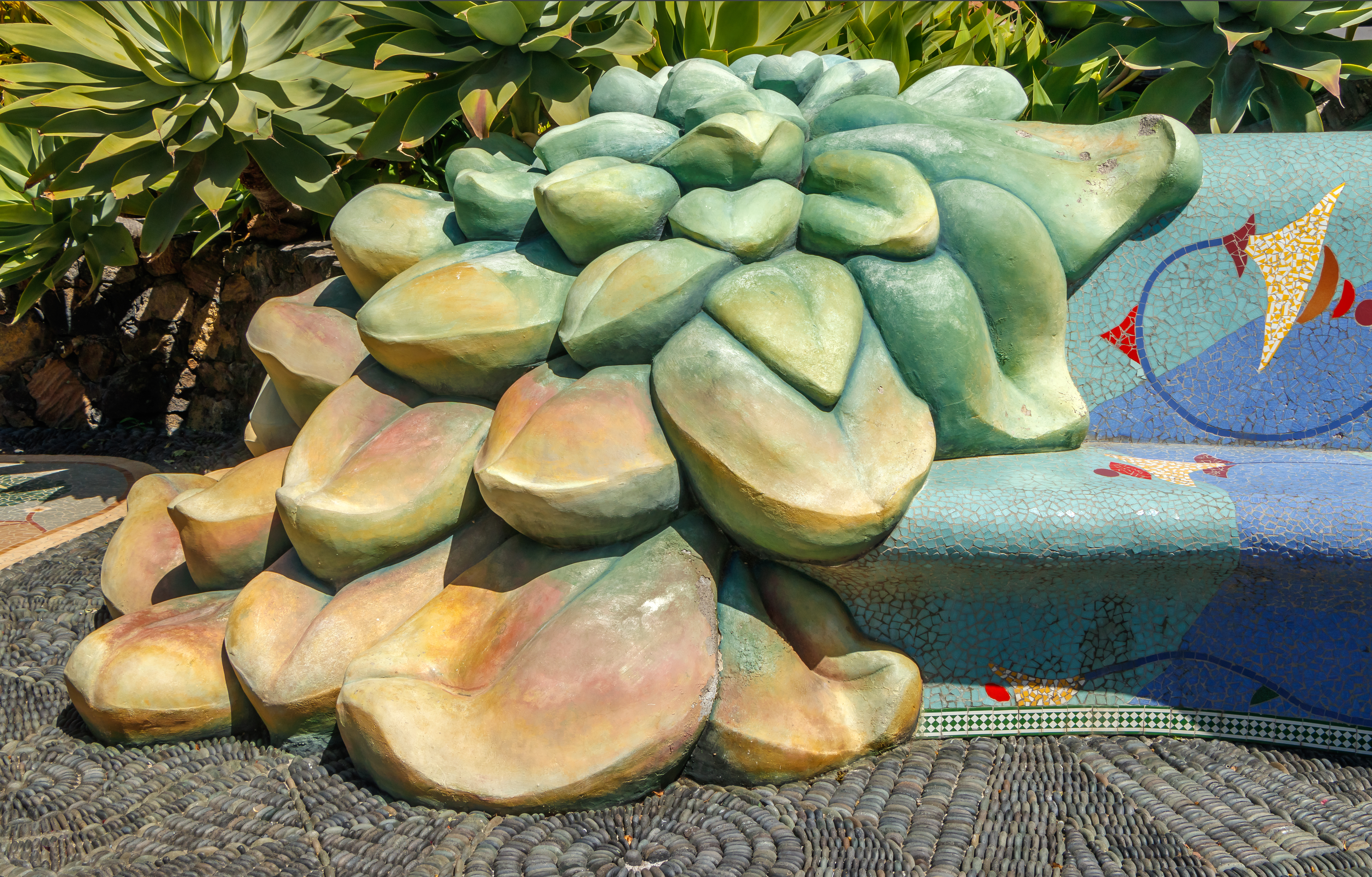
Blätterstruktur auf dem Plaza de La Glorieta
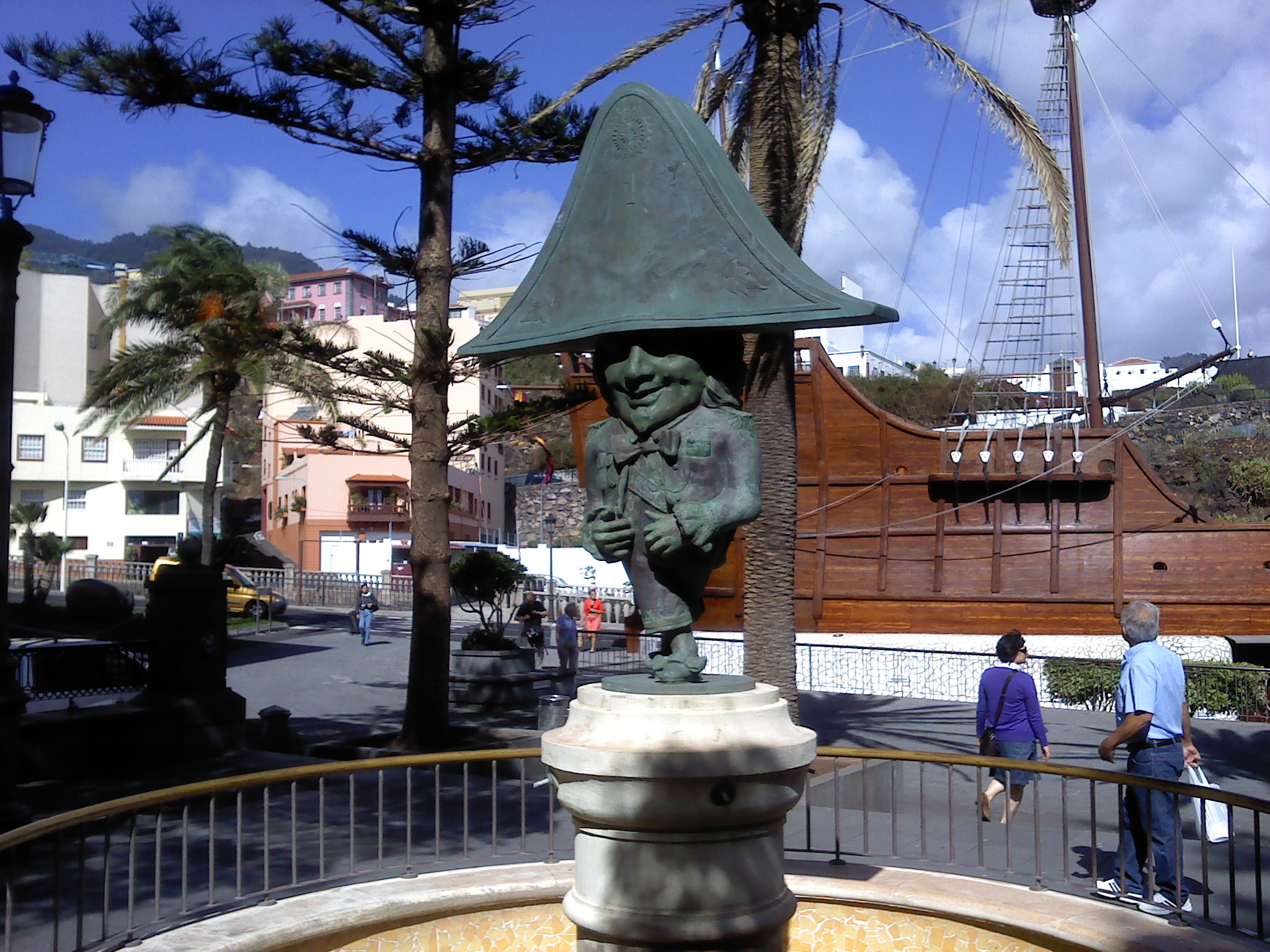
Zwerg auf der Plaza de la Alameda (Santa Cruz)
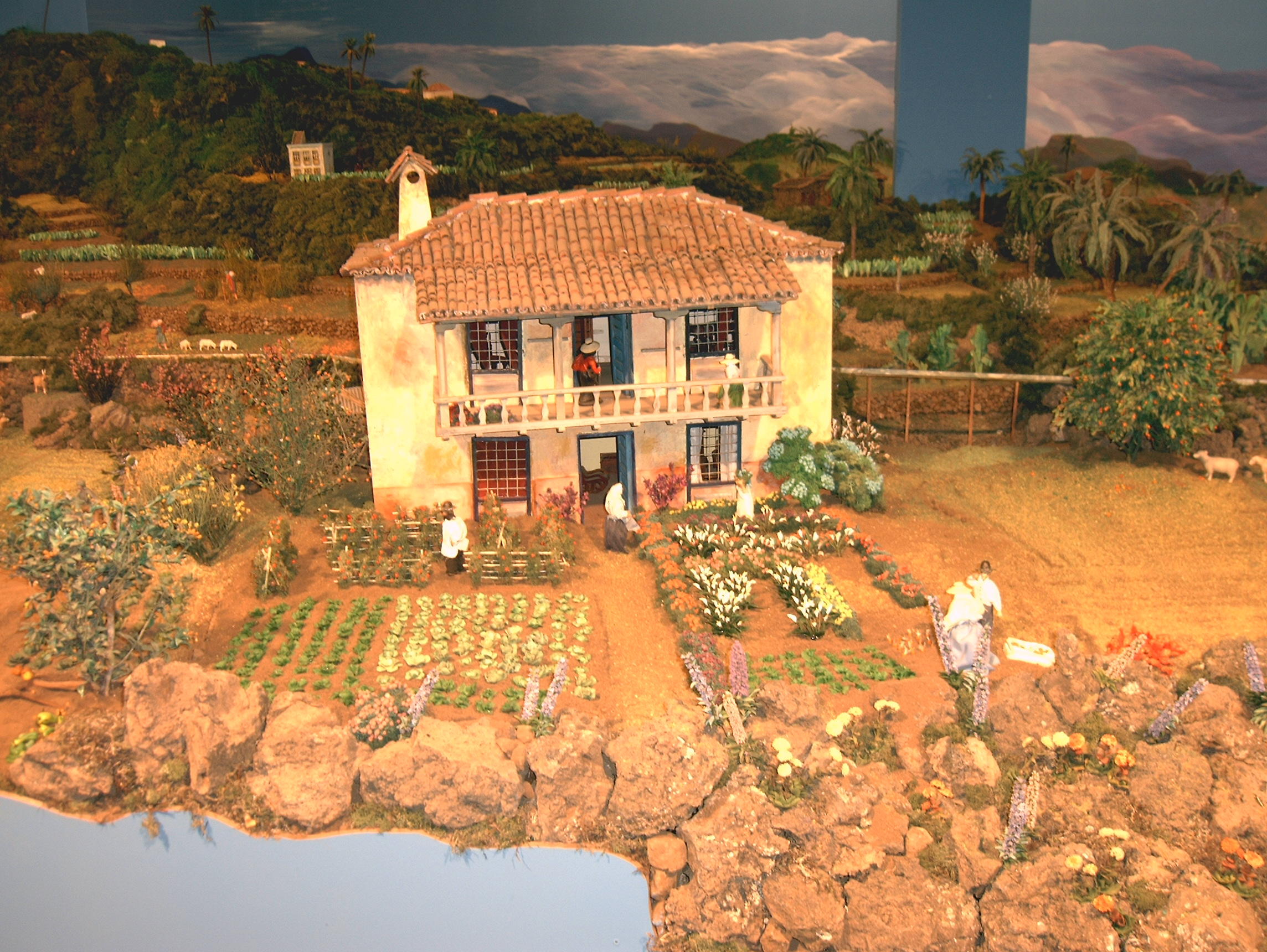
Weihnachtskrippe 2004 in Los Llanos
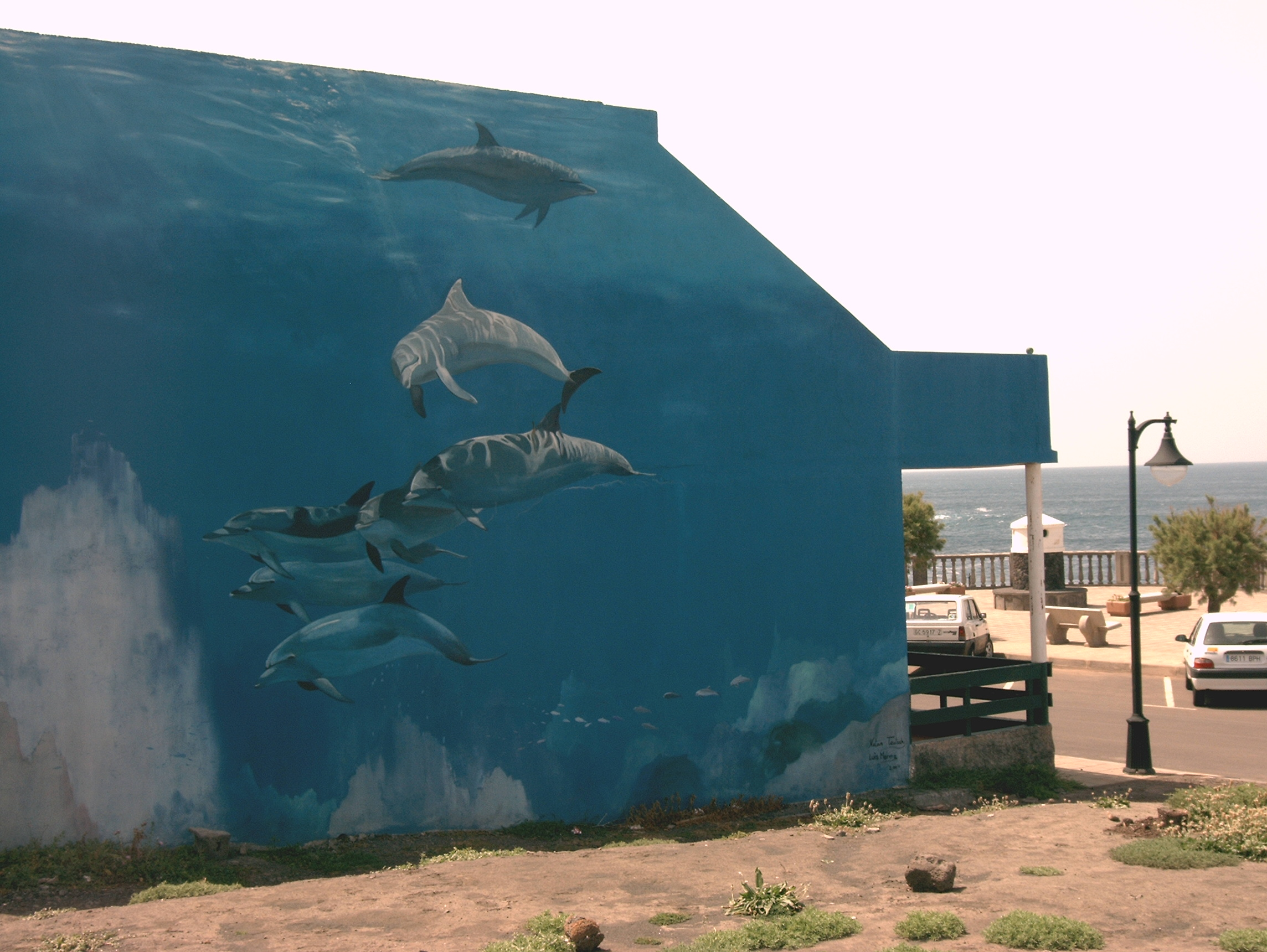
Bild von Luis Morera in La Fajana, Barlovento
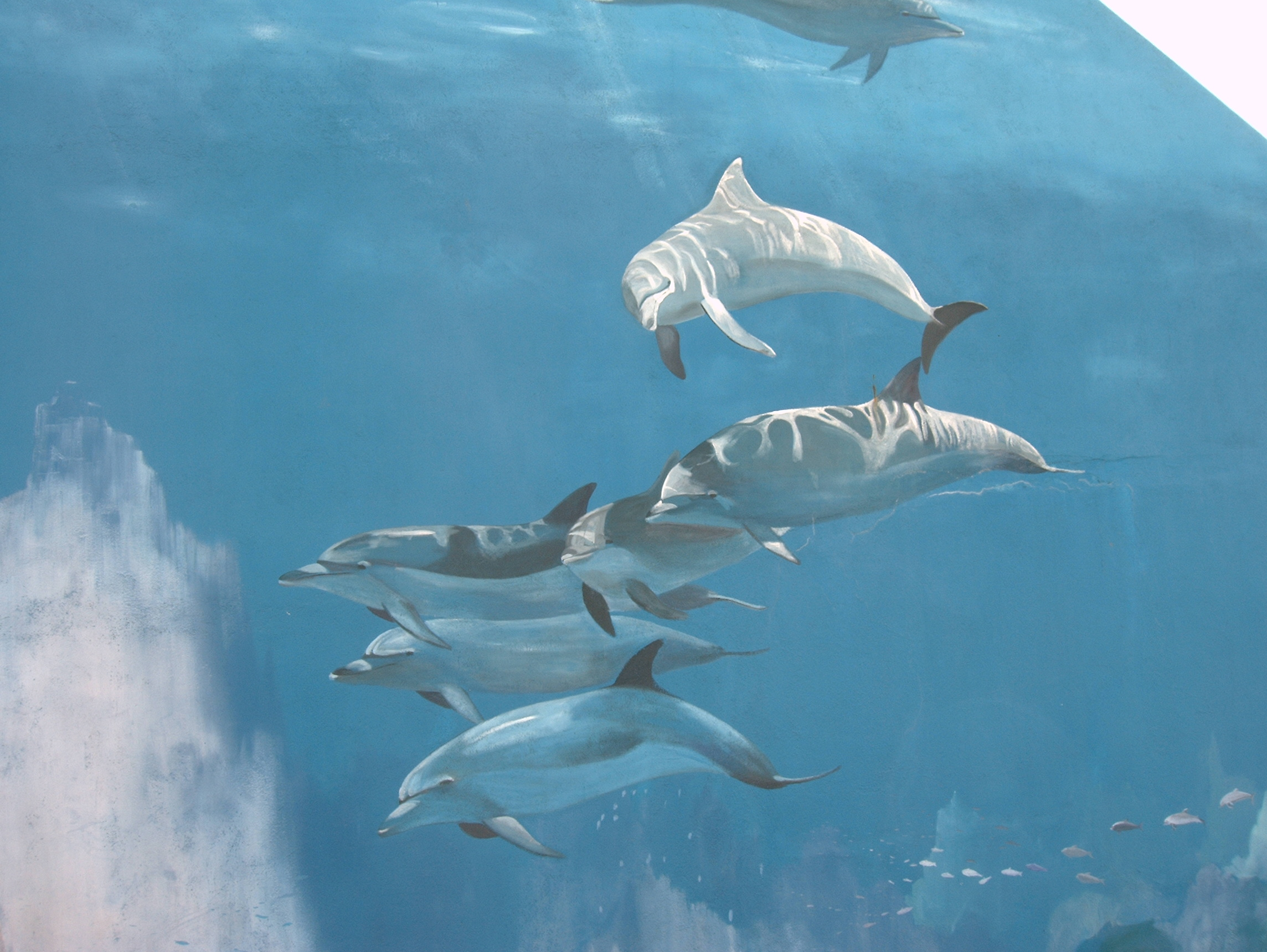
Bildausschnitt
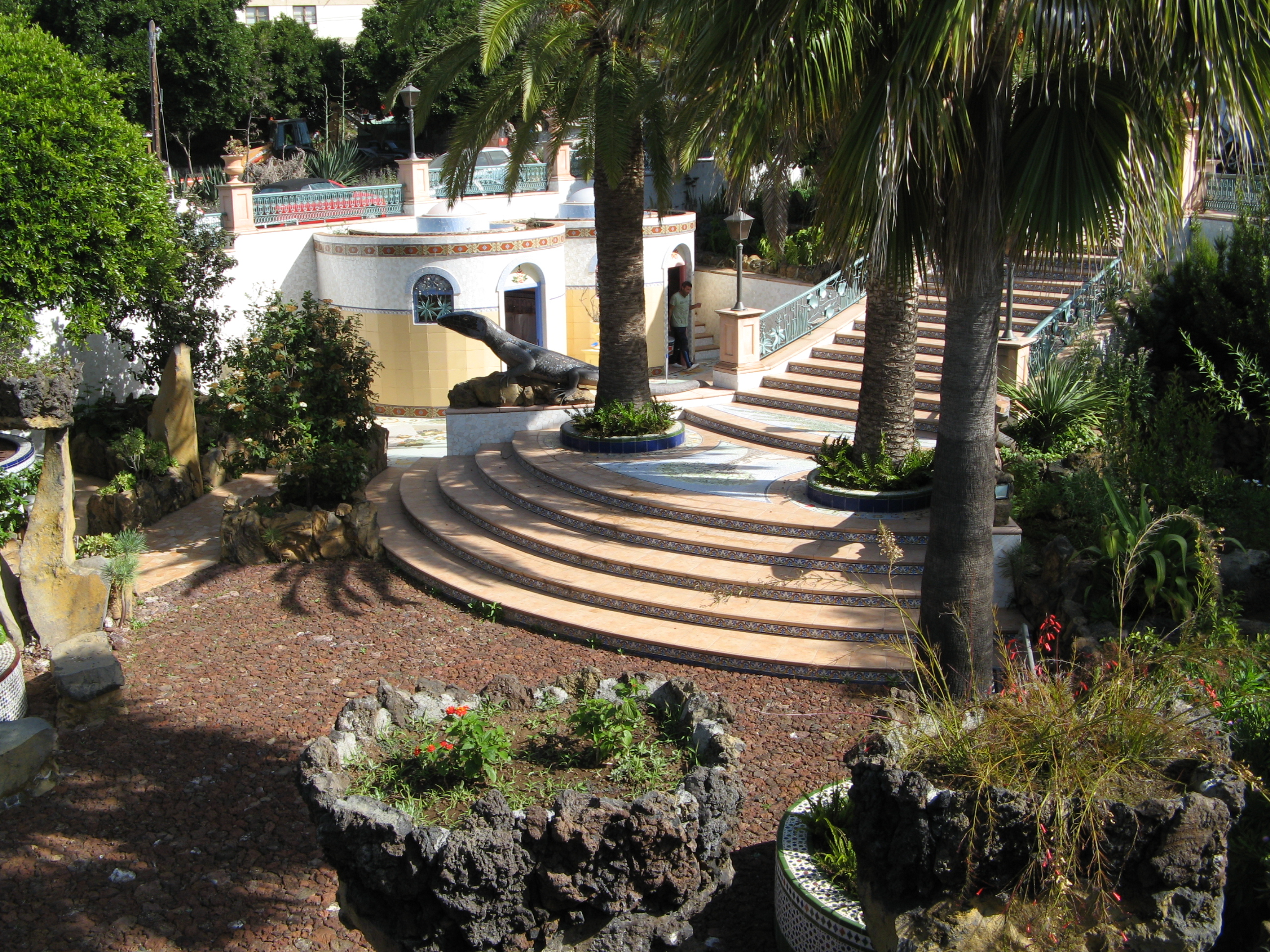
El Jardin de las delicias (Parque Antonio Gómez Felipe) in Los Llanos
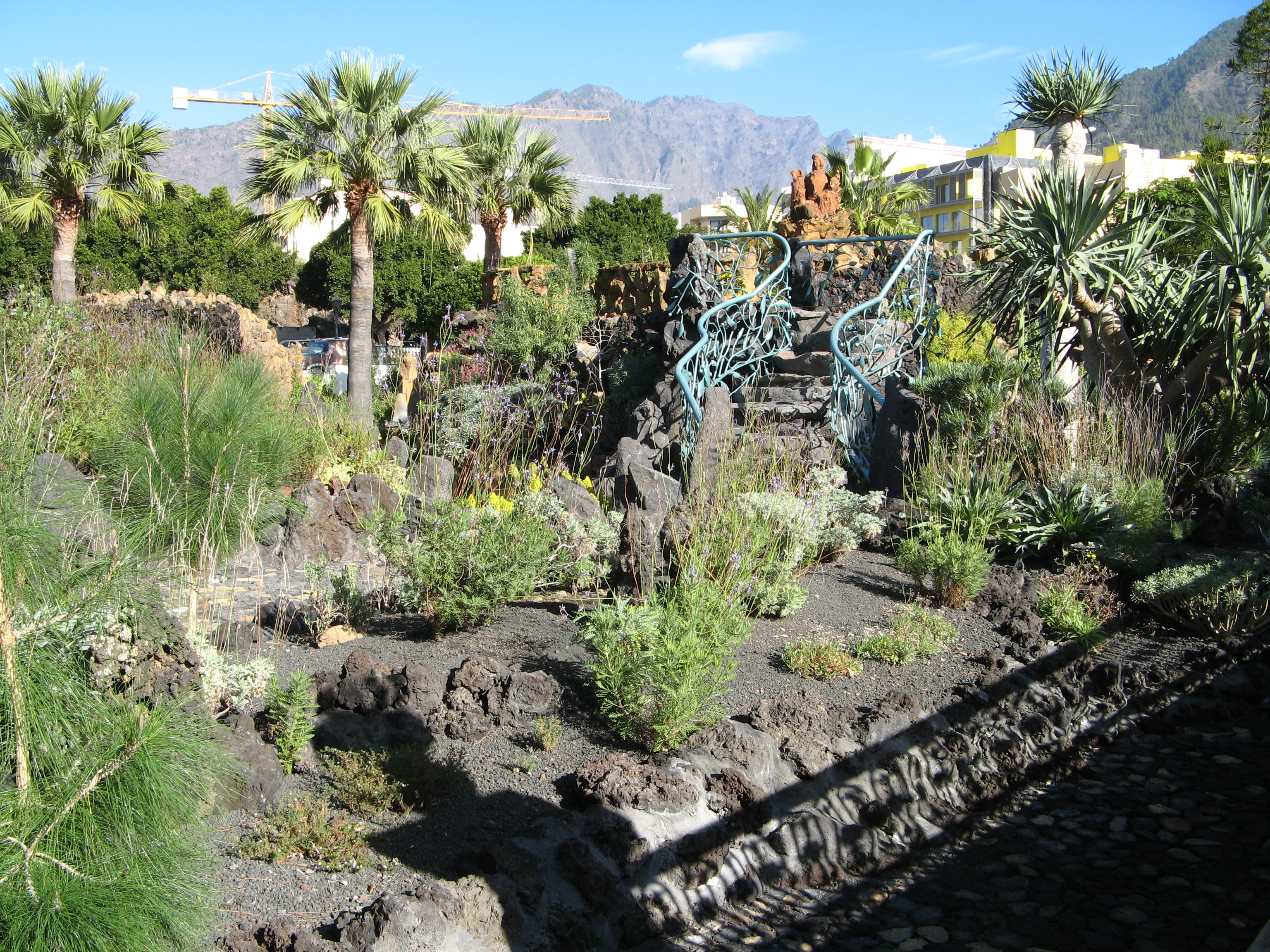
El Jardin de las delicias in Los Llanos
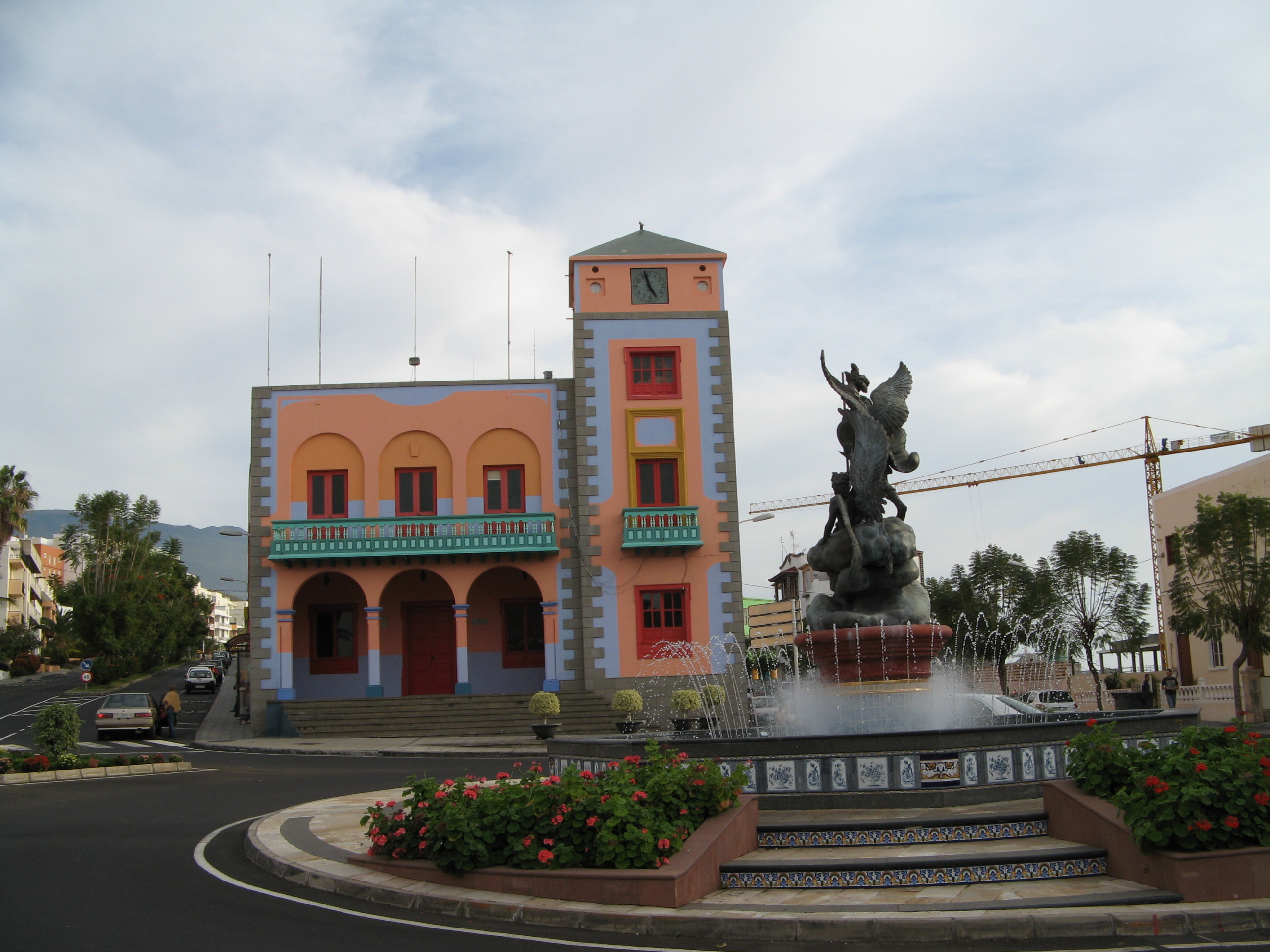
Rathaus und Brunnen in Tazacorte (2008)
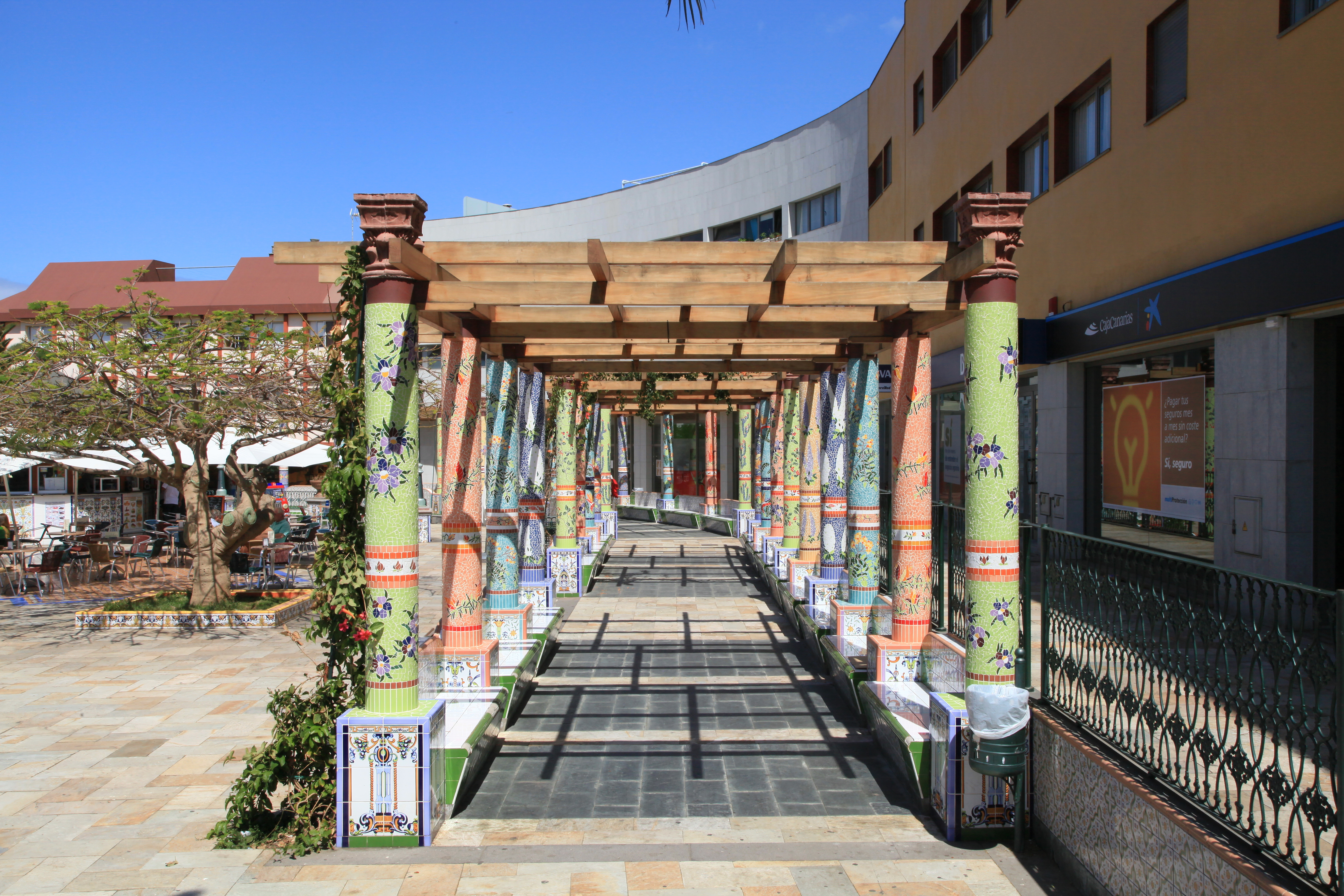
Säulengang auf der Plaza Enrique Noguerales in Tazacorte

## Auszeichnungen
- 2001 Medalla de Oro de Canarias
- 2014 wurde die Folkloregruppe Taburiente zu ihrem 40. Jubiläum mit dem Preis „Premio Betancuria Capital Histórica de Canarias 2014“ der historischen Stadt Betancuria, Fuerteventura, ausgezeichnet, insbesondere für die Erhaltung der traditionellen Folkloremusik auf den Kanaren in Verbindung zur Moderne des Jazz, Rock und Pop.[13]